# دهه ۱۸۵۰ در جامعه‌شناسی
در دهه ۱۸۵۰ در جامعه‌شناسی (به انگلیسی: 1850s in sociology) رویدادهای زیر رخ داد:

## ۱۸۵۰
- از کارل مارکس کتاب نبردهای طبقاتی در فرانسه، ۱۸۵۰–۱۸۴۸ منتشر شد.

## ۱۸۵۱
- از هربرت اسپنسر کتاب ایستایی اجتماعی منتشر شد.

## ۱۸۵۲
- از کارل مارکس کتاب هیجدهم برومر لوئی بناپارت منتشر شد.

### زادگان
- ۲۳ اوت: آرنولد توین‌بی

## ۱۸۵۴
- از آگوست کنت کتاب نظام فلسفه اثباتی منتشر شد.

## ۱۸۵۵
- از سورن کی یرکگارد کتاب حمله به دنیای مسیحیت منتشر شد.
- از پیر گیوم فردریک لو پلی کتاب کارگران اروپایی منتشر شد.

## ۱۸۵۶
- پیر گیوم فردریک لو پلی، انجمن بین‌المللی مطالعات عملی در اقتصاد اجتماعی را تأسیس کرد.

## ۱۸۵۷
- کارل مارکس کتاب گروندریسه را نوشت (ولی تا ۱۹۴۱ منتشر نشد.)

## ۱۸۵۸

### زادگان
- ۱ آوریل: گایتانو موسکا

## ۱۸۵۹
- از کارل مارکس کتاب سهمی در نقد اقتصاد سیاسی منتشر شد.